# Dagen H

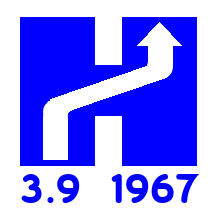
Logotipo del Dagen H.

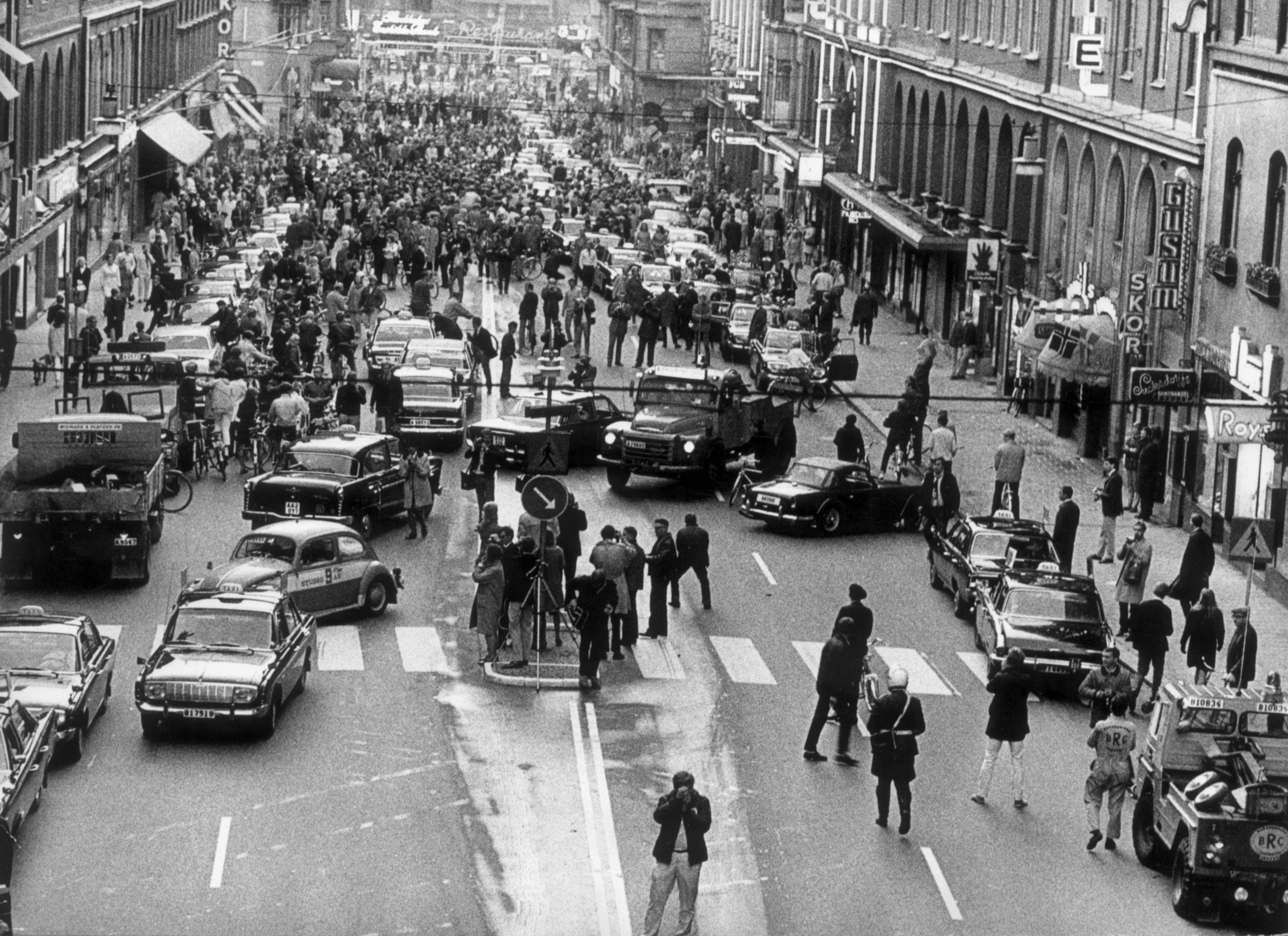
Kungsgatan (Estocolmo) durante el Dagen H.

El Día H (en sueco: Dagen H) fue el domingo 3 de septiembre de 1967, en el que, a las 5:00 de la madrugada, Suecia cambió el sentido de circulación del tráfico pasando de conducir por la izquierda a hacerlo por la derecha. La H proviene de höger, derecha en sueco.

## Razones
Las razones para el cambio eran:
- En todos los países vecinos (incluyendo Noruega, con quien Suecia comparte una frontera muy larga) conducían por la derecha.
- La mayoría de los suecos conducían en coches con el volante a la izquierda, ya que eran más baratos por su mayor demanda internacional. Este hecho provocaba muchas colisiones frontales cuando los automóviles adelantaban en carreteras de un carril para cada sentido, las más habituales en Suecia a causa de su baja densidad de población.

## Preparación y desarrollo
Aun así, el cambio era impopular entre la gente. En los anteriores 40 años había sido repetidamente rechazado en las urnas. En un referéndum de 1955, el 85% de los votantes prefirieron continuar conduciendo por la izquierda. En 1963, el Riksdag (el parlamento sueco) aprobó el cambio y estableció la Comisión estatal de tráfico por la derecha (Statens Högertrafikkomission (HTK)) para dirigirlo. Al mismo tiempo se implantó un programa educativo de cuatro años aconsejado por psicólogos.
Se creó un logotipo para el Dagen H, y fue estampado en todo tipo de objetos conmemorativos, incluso en ropa interior femenina.
Al acercarse el día H cada cruce fue equipado con un juego extra de señales (con los correspondientes palos) envueltas en plástico negro (que los obreros tenían que retirar el día señalado). Análogamente, se pintaron nuevas líneas viales paralelas a las ya existentes en los pavimentos, hasta entonces tapadas con cintas negras. Se aprovechó también para cambiar el color: hasta entonces las líneas eran amarillas; desde entonces, blancas.
En el día H, toda circulación no esencial fue prohibida entre la 01:00 y las 06:00. En Estocolmo y Malmö esta prohibición fue extendida para permitir a los grupos de trabajadores reconfigurar las intersecciones: duró desde el sábado a las 10:00 hasta el domingo a las 15:00. Todo vehículo que circulara durante aquellas horas tenía que someterse a una reglamentación especial. A las 4:50 todo el tráfico se tenía que detener totalmente y cambiar de lado antes de las 4:55. A las 5:00 tenían derecho a volver a circular.
Las calles de un solo sentido presentaron problemas únicos. Se tuvieron que construir paradas de autobús en el otro lado de la calle. Hubo que remodelar los cruces para permitir un flujo adecuado de tráfico.
Se eliminaron los tranvías y fueron sustituidos por autobuses, de los cuales se compraron más de un millar con puertas en el lado derecho. Además, alrededor de 8.000 de los antiguos fueron remodelados para tener puertas a ambos lados. Todos los coches suecos tuvieron que ser modificados, incluso los que ya tenían el volante a la izquierda, ya que tuvieron que ajustarse las luces (que hasta entonces estaban regladas para no deslumbrar a los coches provenientes de la derecha y no a la izquierda, como haría falta en lo sucesivo).

## Balance e influencia
El lunes posterior al día H se contabilizaron 125 accidentes de tráfico, un número menor que el rango entre 130 y 198 de los anteriores lunes. No se atribuyó ningún accidente mortal al cambio de sentido. Sin embargo, muchas personas mayores dejaron de conducir por pereza a adaptarse a la nueva situación. Los expertos habían sugerido que cambiar de lado de conducción reduciría el número de accidentes porque se tendría una visión mejor de la carretera, y, ciertamente, los accidentes entre coches y con peatones disminuyeron considerablemente después del cambio.
A pesar de no tener frontera física con ningún país, Islandia siguió el ejemplo y también cambió el lado de circulación a la derecha en 1968.